# Allochtone
Le terme allochtone (substantif ou adjectif) signifie littéralement « d'un autre pays », mot forgé à partir du grec ἄλλος / állos, « autre, différent », et χθών / khthṓn, « terre, pays ». À l'opposé du concept d'allochtone, on trouve celui d'autochtone, littéralement « du pays même ». 
Le terme allochtone est utilisé aux Pays-Bas (allochtoon) et en Belgique (au départ en néerlandais, mais de plus en plus également en français) pour désigner des personnes ou des groupes de personnes d'origine étrangère, il peut recouvrir différentes définitions, y compris légales.
En géologie, allochtone qualifie des terrains qui ont été charriés et qui en recouvrent d'autres pouvant être plus récents, dits autochtones.
En écologie, le qualificatif allochtone est utilisé pour désigner plusieurs phénomènes. En biologie des invasions, il désigne les espèces d'origine étrangère au biome local. Il s'agit le plus souvent d'organismes introduits par l'homme, soit volontairement, dans une perspective économique ou esthétique, soit accidentellement. En limnologie, la matière organique allochtone désigne la matière organique présente dans un écosystème aquatique qui est produite à l'extérieur de cet écosystème, généralement sur le bassin versant. Cette matière organique pourra être utilisée par les réseaux trophiques aquatiques et reflétée dans leur biomasse, proportion alors appelée allochtonie,. Elle s'oppose à la matière organique autochtone désignant la biomasse produite à l'intérieur de l'écosystème aquatique par le phytoplancton, les algues benthiques et les macrophytes.

## Aux Pays-Bas
Le concept d'allochtone pour désigner les personnes issues de l'immigration a d'abord été introduit aux Pays-Bas, dans un rapport rédigé en 1971 par la sociologue Hilda Verwey-Jonker (une ancienne sénatrice du Parti travailliste) pour le compte du ministère de la Culture, des Loisirs et du Travail social, le terme devait remplacer celui d'« immigré » qui était le plus courant à l'époque aux Pays-Bas (alors qu'en Flandre le terme « gastarbeider », sur le modèle allemand « gastarbeiter », « travailleur invité », était fort usité). Le Bureau central de la statistique (CBS) néerlandais en donne la définition suivante : « Personne qui réside aux Pays-Bas et dont au moins un parent est né à l'étranger. Toute personne qui est née à l'étranger appartient à la première génération, toute personne qui est née aux Pays-Bas appartient à la deuxième génération. »
Cette définition statistique officielle ne correspond toutefois pas à l'usage commun du terme, qui désigne surtout les travailleurs immigrés et les réfugiés, leurs enfants et leurs petits-enfants, en particulier ceux qui présentent des signes distinctifs faisant ressortir leur différence d'avec le stéréotype du Néerlandais. Dans ce sens, allochtone est synonyme d'étranger (buitenlander).
Le Bureau central de la statistique opère par ailleurs une distinction entre allochtone occidental ou non occidental:

« Allochtone non occidental
Allochtone qui a pour « regroupement d'origine » (caractéristique qui indique avec quel pays une personne a une parenté factuelle, étant donné le pays de naissance de ses parents ou de soi-même) un des pays des continents africain, latino-américain et asiatique (à l'exclusion de l'Indonésie et du Japon) ou de la Turquie. En raison de leur position socio-économique et socioculturelle, les allochtones originaires d'Indonésie et du Japon sont comptés parmi les allochtones occidentaux. Il s'agit surtout de personnes qui sont nées dans les anciennes Indes néerlandaises et de travailleurs de firmes japonaises et de leurs familles,. »

L'utilisation par les pouvoirs publics du concept d'allochtone pour mener des politiques d'intégration ou de discrimination positive fait l'objet de débats, certaines municipalités refusent désormais d'étiquetter de la sorte une partie de leur population. D'autres par contre suivent l'usage courant dans les médias de rattacher les personnes à leur pays d'origine quelle que soit leur « génération », c'est ainsi qu'il est de plus en plus question de « jeunes Marocains » ou de « jeunes Antillais », y compris dans des déclarations officielles.
La présence aux Pays-Bas de populations originaires des anciennes colonies néerlandaises (Indonésie, Suriname) ou des actuels territoires associés (les Antilles néerlandaises et Aruba) ajoute à la complexité de cet étiquetage puisqu'un colon de souche néerlandaise né à Sumatra et ses enfants entrent dans la catégorie allochtone. Mais dans les dernières années, le CBS comptabilise les personnes originaires d'Indonésie, dont les métis indo-néerlandais et sino-néerlandais, ainsi que les Moluquois, parmi les « allochtones occidentaux », alors que les Antillais et Arubans, de nationalité néerlandaise, sont classés parmi les « allochtones non-occidentaux »,.
Toute la famille royale néerlandaise entre également dans cette catégorie : le père de la reine Beatrix était allemand (Bernhard zur Lippe Biesterfeld, époux de la Reine Juliana), son grand-père maternel (Heinrich de Mecklenburg-Schwerin, époux de la reine Wilhelmine) également, de même que la mère de sa grand-mère Wilhelmine, Emma de Waldeck-Pyrmont. Feu l'époux de Beatrix, Claus von Amsberg, père du prince héritier Willem-Alexander, était lui-même allemand, quant à l'épouse dudit prince héritier, Máxima, elle est argentine.

## En Flandre (Belgique)
Plusieurs définitions légales coexistent en Flandre :
- au sens d'un décret effectif en Flandre, il faut entendre par allochtones : les personnes qui résident légalement en Belgique, qu'elles aient la nationalité belge ou non, et qui remplissent simultanément les conditions suivantes :

1. Au moins un de leurs parents ou de leurs grands-parents n'est pas né en Belgique,
2. Elles se trouvent dans une position défavorisée en raison de leur origine ethnique ou de leur situation socio-économique précaire[10] ;

- immigrés ou allochtones : les citoyens séjournant légalement en Belgique ayant une provenance socioculturelle remontant à un autre pays d'origine, qui sont devenus belges ou non et qui soit sont entrés en Belgique en tant que travailleurs étrangers ou dans le cadre d'un regroupement familial, soit ont obtenu le statut de demandeur d'asile ou de réfugié déclaré recevable, soit ont introduit une demande de régularisation dans le cadre de la loi du 22 décembre 1999 relative à la régularisation de séjour de certaines catégories d'étrangers séjournant sur le territoire du Royaume, ou toute personne enregistrée comme allochtone dans le cadre d'une méthode d'enregistrement approuvée par le VESOC (Comité flamand de concertation socio-économique)[11].

## En français
Pour certains, ce terme s'efforce de résoudre le problème de dénomination de groupes sociaux existant bel et bien sans avoir recours à des expressions comme « issu de l'immigration » ou « d'origine immigrée » pour des personnes nées en Belgique, voire dont au moins un des parents y est lui-même né.

### Exemples
Le 18 juin 2003, dans une commission du Parlement de la Communauté française, un député pose une question sur la « Visibilité des personnes d'origine allochtone à la RTBF » (radio-télévision publique belge francophone), à laquelle le ministre compétent lui répond que « la RTBF s'efforce d'assurer la présence d'un certain nombre d'agents issus des communautés allochtones afin de leur donner une visibilité. »